# ボビー・ジェンクス
ロバート・スコット・ジェンクス（Robert Scott Jenks, 1981年3月14日 - 2025年7月4日）は、アメリカ合衆国カリフォルニア州ミッションヒルズ出身のプロ野球選手（投手）。右投右打。

## 経歴

### プロ入りとエンゼルス傘下時代
2000年に、ドラフト5巡目（全体140位）でアナハイム・エンゼルスから指名を受け、プロ入り。
2004年に肘の手術を受け、同年12月に獲得したケンドリー・モラレスを40人枠に登録する為DFAとなった。その後ウェーバー公示され、12月17日にシカゴ・ホワイトソックスへ移籍した。

### ホワイトソックス時代
2005年7月5日にメジャーデビューを果たし、32試合に登板し、奪三振率11.44を記録した。ポストシーズン、ワールドシリーズへ進出し、第4戦に新人として史上初めてワールドチャンピオンが懸かった試合でセーブを記録し、チームは88年ぶりのワールドチャンピオンとなった。
2006年から本格的にクローザーに定着し、登板機会はなかったが、オールスターに選出された。9月11日、シーズン40セーブ目をマークした。メジャー2年目までに40セーブ以上記録したのは佐々木主浩とチャド・コルデロの2人しかいない。最終的に球団史上歴代3位となる41セーブを記録した。オールスター開催までの成績が防御率2.83、球団史上2位タイの26セーブだったが、その後は不調で防御率5.53、15セーブだった。
2007年は40セーブを挙げ、球団史上初めて2年連続で40セーブ以上をマーク。昨年に続きオールスターに選出されたものの登板機会はなかった。また、7月12日から8月12日の間、打者連続アウト41人という1972年にジム・バーの作った大リーグ記録に並び、7月24日、タイガースとのダブルヘッダーでは2セーブを記録し、球団史上初めて1日で2セーブを挙げた。しかし、8月20日、カンザスシティ・ロイヤルズのジョーイ・ギャスライトに安打を打たれ、記録は41人でストップした（2009年にマーク・バーリーが45者連続アウトのメジャー新記録を達成している）。
2010年オフの12月2日にFAとなった。

### レッドソックス時代
2010年12月21日にボストン・レッドソックスと2年契約を結んだ。
2011年はシーズン中に3回故障者リストに載るなど怪我に苦しみ、わずか19試合の登板で0セーブに終わった。
2012年7月3日に自由契約となった。また、過去三度の手術や腰痛による痛みから鎮痛剤を乱用し、依存症からうつ病を発症した。
2013年10月に脊椎の手術を受け、依存症を克服。

### 現役引退後
現役引退後はシカゴ・ホワイトソックスのマイナー巡回の投手インストラクターを務めた。
2021年より、独立リーグ・パイオニアリーグに所属するグランドジャンクション・ロッキーズの投手コーチに就任。2022年からは監督に昇格した。就任初年度からチームをリーグチャンピオンシップに導き、リーグ年間最優秀監督賞を受賞したが、1年限りで退任した。
2023年は大学野球サマーリーグであるアパラチアンリーグのプリンストン・ホイッスルビッグスの投手コーチを務めた。
2024年からは、独立リーグ・フロンティアリーグに所属するウィンディシティ・サンダーボルツの監督を務めていたが、2025年7月4日、胃腺癌との闘病の末にポルトガルで死去した。44歳没。

## 選手としての特徴
最速103mph（約166km/h）も記録したこともあるフォーシームが最大の武器。それにカーブ・カッター・チェンジアップ等を交えて相手をねじ伏せるパワーピッチャー。2005年の公表体重は111kg、2006年は127kgと太り過ぎを指摘されている。
素行の悪さから、マイナー時代は「100万ドルの腕と10セントの頭を持つ男」と呼ばれた。エンゼルスのマイナー時代には、チームバスで酒を飲もうとしたこともあった。

## 詳細情報

### 年度別投手成績
| 年 度     | 球 団     | 登 板 | 先 発 | 完 投 | 完 封 | 無 四 球 | 勝 利 | 敗 戦 | セ 丨 ブ | ホ 丨 ル ド | 勝 率 | 打 者 | 投 球 回 | 被 安 打 | 被 本 塁 打 | 与 四 球 | 敬 遠 | 与 死 球 | 奪 三 振 | 暴 投 | ボ 丨 ク | 失 点 | 自 責 点 | 防 御 率 | W H I P |
| --------- | --------- | ----- | ----- | ----- | ----- | -------- | ----- | ----- | -------- | ----------- | ----- | ----- | -------- | -------- | ----------- | -------- | ----- | -------- | -------- | ----- | -------- | ----- | -------- | -------- | ------- |
| 2005      | CWS       | 32    | 0     | 0     | 0     | 0        | 1     | 1     | 6        | 3           | .500  | 168   | 39.1     | 34       | 3           | 15       | 3     | 1        | 50       | 4     | 0        | 15    | 12       | 2.75     | 1.25    |
| 2006      | CWS       | 67    | 0     | 0     | 0     | 0        | 3     | 4     | 41       | 0           | .429  | 300   | 69.2     | 66       | 5           | 31       | 10    | 2        | 80       | 3     | 0        | 32    | 31       | 4.00     | 1.39    |
| 2007      | CWS       | 66    | 0     | 0     | 0     | 0        | 3     | 5     | 40       | 0           | .375  | 249   | 65.0     | 45       | 2           | 13       | 4     | 1        | 56       | 4     | 0        | 20    | 20       | 2.77     | 0.89    |
| 2008      | CWS       | 57    | 0     | 0     | 0     | 0        | 3     | 1     | 30       | 0           | .750  | 243   | 61.2     | 51       | 3           | 17       | 4     | 1        | 38       | 3     | 0        | 18    | 18       | 2.63     | 1.10    |
| 2009      | CWS       | 52    | 0     | 0     | 0     | 0        | 3     | 4     | 29       | 0           | .429  | 228   | 53.1     | 52       | 9           | 16       | 1     | 2        | 49       | 0     | 0        | 24    | 22       | 3.71     | 1.28    |
| 2010      | CWS       | 55    | 0     | 0     | 0     | 0        | 1     | 3     | 27       | 0           | .250  | 231   | 52.2     | 54       | 3           | 18       | 1     | 1        | 61       | 2     | 0        | 28    | 26       | 4.44     | 1.37    |
| 2011      | BOS       | 19    | 0     | 0     | 0     | 0        | 2     | 2     | 0        | 2           | .500  | 80    | 15.2     | 22       | 1           | 13       | 0     | 0        | 17       | 3     | 1        | 12    | 11       | 6.32     | 2.23    |
| 通算：7年 | 通算：7年 | 348   | 0     | 0     | 0     | 0        | 16    | 20    | 173      | 5           | .444  | 1499  | 357.1    | 324      | 26          | 123      | 23    | 8        | 351      | 19    | 1        | 149   | 140      | 3.53     | 1.25    |

### ポストシーズン投手成績
| 年 度     | 球 団     | シ リ ｜ ズ | 登 板 | 先 発 | 勝 利 | 敗 戦 | セ ｜ ブ | 打 者 | 投 球 回 | 被 安 打 | 被 本 塁 打 | 与 四 球 | 敬 遠 | 与 死 球 | 奪 三 振 | 暴 投 | ボ ｜ ク | 失 点 | 自 責 点 | 防 御 率 |
| --------- | --------- | ----------- | ----- | ----- | ----- | ----- | -------- | ----- | -------- | -------- | ----------- | -------- | ----- | -------- | -------- | ----- | -------- | ----- | -------- | -------- |
| 2005      | CWS       | ALDS        | 2     | 0     | 0     | 0     | 2        | 11    | 3.0      | 1        | 0           | 1        | 0     | 0        | 1        | 0     | 0        | 0     | 0        | 0.00     |
| 2005      | CWS       | WS          | 4     | 0     | 0     | 0     | 2        | 21    | 5.0      | 3        | 0           | 2        | 0     | 1        | 7        | 0     | 0        | 2     | 2        | 3.60     |
| 2008      | CWS       | ALDS        | 1     | 0     | 0     | 0     | 1        | 4     | 1.0      | 1        | 0           | 0        | 0     | 0        | 1        | 0     | 0        | 0     | 0        | 0.00     |
| 出場：2回 | 出場：2回 | 出場：2回   | 7     | 0     | 0     | 0     | 5        | 36    | 9.0      | 5        | 0           | 3        | 0     | 1        | 9        | 0     | 0        | 2     | 2        | 2.00     |